# Београдска торта
Београдска торта је београдска посластица која се радо припрема и служи широм региона. У основи је бадем који се додаје у тесто за коре и торти даје ароматичан и префињен укус.
Ова торта најчешће се украшава белим кремом и сматра се једном од најлепших белих торти.

## Рецепт за Београдску торту
Београдска торта припрема се брзо и лако. Постоје различите варијанте рецепата за припрему Београдске торте, неки чак и са преливом од чоколаде. Рецепт који следи преузет је из чувеног Патиног кувара који је Спасенија Пата Марковић први пут објавила 1939. године, а који је касније доживео велики број издања, после Другог светског рата као Велики народни кувар чак двадесет четири.

### Састојци
За кору:
- 8 жуманаца
- 170 гр шећера
- 125 гр бадема
- 8 беланаца
- 70 гр брашна

За фил:
- 10 жуманаца
- 210 гр шећера
- 35 гр брашна
- шипка ваниле
- 1/2 л млека
- 250 гр маслаца

### Припрема
Добро умутити 8 жуманаца са 170 грама шећера, па додати 125 грама обареног, ољуштеног и самлевеног бадема, снег од 8 беланаца и 70 грама брашна. Калуп  намазати маслацем, посути га брашном, сипати у њега тесто и пећи.
Добро измешати 10 жуманаца са 210 грама шећера, 35 грама брашна и једном шипком ваниле. Све мешати у мањем суду и ту сипати, по мало, пола литре млека. Кувати крем на штедњаку, на умереној ватри, непрестано га мешајући. Кад је крем густ, скинути га са шпорета и мешати док се не охлади. У хладан крем умешати 250 грама маслаца. Печену торту исећи на три дела и наденути је овим кремом.
Около и одозго намазати торту истим кремом, па је посути обареним, ољуштеним и уздуж исеченим бадемима. До употребе држати торту на леду.
Варијанте рецепта најчешће су у количини састојака. Највеће одступаwе од Патиног рецепта је када се у крем за украшаваwе додаје чоколада.